# Kuphomunna rostrata
Kuphomunna rostrata är en kräftdjursart som beskrevs av Barnard1914. Kuphomunna rostrata ingår i släktet Kuphomunna och familjen Santiidae. Inga underarter finns listade i Catalogue of Life.